# Cattedrale di Lamego
La cattedrale dell'Assunzione di Maria Vergine (in portoghese: Sé Catedral de Lamego) è la cattedrale cattolica di Lamego, in Portogallo, e sede della diocesi di Lamego.

## Storia
La costruzione della cattedrale di Lamego ha avuto inizio nel 1159 per volere del re Alfonso I del Portogallo, per terminare nel 1191. L'edificio, sorto sui resti di un'antica cappella dedicata a San Sebastiano, è stato realizzato in stile gotico e romanico e mantiene la torre romanica quadrata originale, mentre il resto della architettura riflette le modifiche apportate nei secoli XVI e XVIII, tra cui un chiostro rinascimentale con una dozzina di archi ben proporzionati.